# 亜洲航空
亜洲航空（亞洲航空股份有限公司、Air Asia Company Limited）は台湾台南空港に本拠を置く、航空機のメンテナンスや修理、改造などを行う企業である。

## 概要
英語表記はAir Asiaであるが、マレーシアのエアアジア（同社の中国語表記と同じ)とは無関係である。
1955年に民航空運公司からエア・アメリカの航空機メンテナンス部門として分社された。1994年に台翔航太公司（Taiwan Aerospace Corporation／TAC)に買収され子会社となった。
2018年2月、台湾証券取引所に上場した（証券コード：2630）。